# Мега-чемпионство AAA
Мега-чемпионство AAA (англ. AAA Mega Championship, исп. Megacampeonato de AAA) — является мировым чемпионским титулом по рестлингу в тяжёлом весе, которым владеет мексиканский промоушн Lucha Libre AAA Worldwide (AAA). Титул является главным титулом промоушена AAA.

## История титула
Титул был учрежден в 2007 году в результате турнира с одним отборочным туром, названного Torneo Campeón de Campeones. В турнире участвовали четыре действующих чемпиона, а также претендент номер один на каждый из этих титулов. Эль Месиас, который участвовал в турнире в качестве чемпиона мира IWC в тяжелом весе, стал первым в истории мега-чемпионом ААА, победив в финальном раунде Чессмена, претендента на титул чемпиона мира UWA в полутяжелом весе.